# Marcão (voleibolista)
Marcos Evandro Johnson de Assis (Manaus, 16 de dezembro de 1959) é um ex-voleibolista  indoor brasileiro, bicampeão do Campeonato Sul-Americanos de Clubes nos anos de 1981 e 1983, além da medalha de prata na edição de 1982.

## Carreira
O casal barbadiano Severino Ramos de Assis e Cibele Johnson de Assis estabeleceu-se em Manaus e nesta nasceu Marcão, e residia na Rua 10 de julho, cursou e formou-se em carpintaria e marcenaria pelo SENAI, e vem de uma família que obteve êxito na moda, música, artes plásticas e também no esporte de sua cidade natal.
Desde os 12 anos de idade praticava o voleibol, sendo descoberto pelo Frei Fulgêncio Monacelli, um religioso italiano e capuchino da Paróquia de São Sebastião, muito ligado ao esporte e que reconhecia capacidade técnica e habilidade nos jovens para a arte, esporte e cultura da cidade, e ao observar o jovem garoto de pernas compridas e braços longos se destacando entre os demais, o convidou para fazer parte do time que ele dirigia, o GESS e despertou interesse de outros clubes, e incentivado pelo frei deixou o time.
Em 1973 passou atuar no seu clube do coração, o Nacional Futebol Clube, na época sem tradição no voleibol manauara, e na época jogou ao lado de “Beto Michiles” e “Marcelo Bode” obtendo o título do campeonato amazonense e na temporada seguinte foi ser campeão estadual pelo Atlético Rio Negro Clube (Amazonas), época que atuou junto com seus irmãos Paulo e Sérgio Avelino, e o primeiro seria técnico da seleção brasileira em 1977.
Ainda em 1974 foi eleito na cidade de Poços de Caldas o melhor atleta brasileiro na categoria infantojuvenil e foi naquele ano que vestiu pela primeira veza camisa da categoria de base da seleção brasileira.
Em 1975 passa a residir no Rio de Janeiro quando foi contratado para defender o Fluminense Football Club, e ao lado de José Roberto Guimarães, Bernardo Rezende e Bernard Rajzman e venceram o CR Flamengo que há 11 anos o clube não vencia, conquistando o título estadual de 1976, quando os trabalhos do voleibol do clube foi interrompido na gestão do então presidente Francisco Horta que priorizou o setor de futebol. Migrou para São Paulo no ano de 1977 e contratado pelo EC Pinheiros obteve o bicampeonato no Campeonato Paulista na primeira divisão nos anos de 1977 e 1978.
Na temporada de 1979 passou a competir pelo Guarulhos/SP conquistando o título do Campeonato Paulista da primeira divisão, ano que pensou em abandonar a carreira de atleta, pois, a coordenação do projeto de voleibol do time havia cortado seu salário em setembro daquele ano, sendo que sua primeira filha havia nascido em julho, ano que integrou a Seleção Paulista a convite do técnico José Carlos Brunoro e quando estava casado com a psicóloga Lígia.
E o técnico Brunoro o contrata em 1980 para compor a Pirelli/Santo André considerado o sétimo jogador da equipe que contava com craques como William Carvalho da Silva, Amauri Ribeiro, Mário Xandó e José Montanaro Júnior, pois, entrava sempre nas dificuldades do time, período que cursou a faculdade de Educação Física, sendo vice-campeão do Campeonato Paulista de 1980, tetracampeão nas edições de 1981, 1982 , 1983 e 1984 e campeão nacional pela primeira vez na edição do ano de 1980.
Na edição do Campeonato Brasileiro de 1981 terminou com o vice-campeonato nacional  concluído em 18 de janeiro de 1982, ocasião da derrota por 3-0 (15-9,15-10,15-13) para  Atlântica Boavista diante do recorde público de  13 150 expectadores no Maracanãzinho e conquistou pela primeira vez a medalha de ouro no Campeonato Sul-Americano de Clubes de 1981 realizado novamente em Santo André derrotando na final o Ferro Carril Oeste,  por 3-2, após iniciar a partida perdendo por 2-0 e a entrada de Marcão contribuiu para a virada, foi apupado na entrada e aplaudido após a vitória.
Em mais uma final de Campeonato Brasileiro, desta vez em 1982 que finalizou em 1983, derrotou o Bradesco Atlântica pelo placar de 3-2 no Ginásio do Ibirapuera alcançando o bicampeonato e conquistou a medalha de prata diante deste mesmo adversário na final do Campeonato Sul-Americano de Clubes de 1982 sediada no Rio de Janeiro. Em 1983 conquistou o título da primeira Copa Intercontinental sediada em San Juan (Argentina), participaram do evento o Santal Parma (Itália), La Habana (Cuba),  Tóquio (Japão), Bradesco Atlântica (Brasil), Obras Sanitarias (Argentina) , Son Amar Palma (Espanha) e Nautilus Pacífica (Estados Unidos), no mesmo ano representou a cidade de Santo André na edição dos Jogos Abertos do Interior e voltou a conquistar o título brasileiro em 1983do Campeonato Sul-Americano de Clubes de 1983 também em San Juan em novo confronto diante da Bradesco Atlântica.
Foi semifinalista no Campeonato Brasileiro de 1984, tal fase ocorreu em janeiro do ano seguinte novamente enfrentando o time Bradesco Atlântica terminando em terceiro lugar, nesta temporada alcançou o bicampeonato na Copa Intercontinental realizada em Parma, já no mês de outubro do mesmo ano conquistou o título do primeiro Campeonato Mundial de Clubes, este não chancelado pela FIVB, realizado em São Paulo, derrotando o Bradesco Atlântica na final,  depois de vencer  CSKA Moscou, o All Star, tanto dos Estados Unidos quanto de Cubam diante da representação cubana marcou 35 pontos, conquistou o título da Copa dos Campeões de 1984 e da Copa brasil de 1985.
Esteve no grupo que treinava para a edição dos Jogos Olímpicos de Verão de 1984, mas uma contusão no joelho direito as véspera de viajar para Los Angeles ocorreu o corte do plantel, voltando a ser convocado apenas em 1985. Em 1985 deixa o time de Santo André insatisfeito segundo declarou na época, além de desentendimentos com ex-parceiros de time, passando a integrar o Banespa, conquistando o vice-campeonato do Campeonato Paulista de 1985, disputando as quartas de final do Campeonato Brasileiro de 1985 e o terceiro lugar no Campeonato Paulista de 1986.
Na jornada esportiva de 1986-87 atuou no Campeonato Português pelo Esmoriz Ginásio Clube e também assumiu a função de técnico. Em 1987 foi contratado pela Polisportiva Milan, mas uma grave lesão no ombro direito o afastou das quadras e resolveu encerrar a carreira como jogador profissional, passou a dar aulas na rede municipal de sua terra natal.
Em 2002 filiado ao PT do B candidatou-se para ser deputado estadual. Em 2014 não foi lembrado pelas comissões organizadores da Copa do Mundo da FIFA de 2014 e nem para carregar a Toca Olímpica dos Jogos Olímpicos Rio de 2016.

## Títulos e resultados
- Mundial de Clubes: 1984[13]
- Copa Intercontinental:1983[8] e 1984[12]
- Campeonato Brasileiro:1980[4],1982[7], 1983[9]
- Campeonato Brasileiro:1981[5]
- Campeonato Brasileiro:1984[11]
- Copa dos Campeões:1984[14]
- Campeonato Paulista:1981[3],1982[3], 1983[3]  e 1984[3]
- Campeonato Paulista:1980[3] e 1985[3]
- Campeonato Paulista:1986[16]
- Campeonato Carioca:1976[1]
- Campeonato Amazonense:1973[1], 1974[1]
- Jogos Abertos do Interior de São Paulo:1983[9]
- Campeonato Paulista Primeira Divisão:1977[1], 1978[1]e 1979[1]